# Calycidorididae
Calycidorididae zijn een familie van weekdieren uit de klasse van de Gastropoda (slakken).

## Geslachten
- Calycidoris Abraham, 1876
- Diaphorodoris Iredale & O'Donoghue, 1923